# TLNovelas
TLNovelas, est un réseau de télévision payante du Mexique, Amérique latine, Canada, Europe, Australie et Nouvelle-Zélande.

## Signaux

### TLNovelas Amérique
TLNovelas Amérique, est disponible au Mexique, en Amérique latine et au Canada.

#### Telenovelas en Amérique
Telenovelas actuellement diffusées:
- Una familia con suerte (2011), avec Arath de la Torre, Mayrín Villanueva, Luz Elena González, Daniela Castro et Sergio Sendel.
- Alma de Hierro (2008), avec Blanca Guerra et Alejandro Camacho.
- Tú y yo (1996), avec Maribel Guardia et Joan Sebastian.
- Un refugio para el amor (2012), avec Zuria Vega et Gabriel Soto.
- Salomé (2002), avec Edith González, Guy Ecker et María Rubio.
- La que no podía amar (2011), avec Ana Brenda Contreras et Jorge Salinas.

### TLNovelas Brésil
TLNovelas est une chaîne entièrement doublée en portugais brésilien en Angola et au Mozambique disponible chez les opérateurs télévision par câble ZAP et TVCabo.

### TLNovelas Europe
TLNovelas Europe, est disponible en Europe comme en Australie et Nouvelle-Zélande.

#### Telenovelas en Europe
Telenovelas actuellement diffusées:
- Colorina (1980-1981), avec Lucía Méndez et Enrique Álvarez Félix.
- Mañana es para siempre (2008-2009), avec Silvia Navarro, Fernando Colunga, Lucero, Sergio Sendel et Rogelio Guerra.
- El privilegio de amar (1998-1999), avec Adela Noriega, René Strickler, Helena Rojo et Andrés García.
- Un gancho al corazón (2008-2009), avec Danna García et Sebastián Rulli.
- Tres mujeres (1999-2000), avec Erika Buenfil, Norma Herrera et Karyme Lozano.
- Entre el amor y el odio (2002), avec Susana González, César Évora et Sabine Moussier.